# Montagne du Laveron

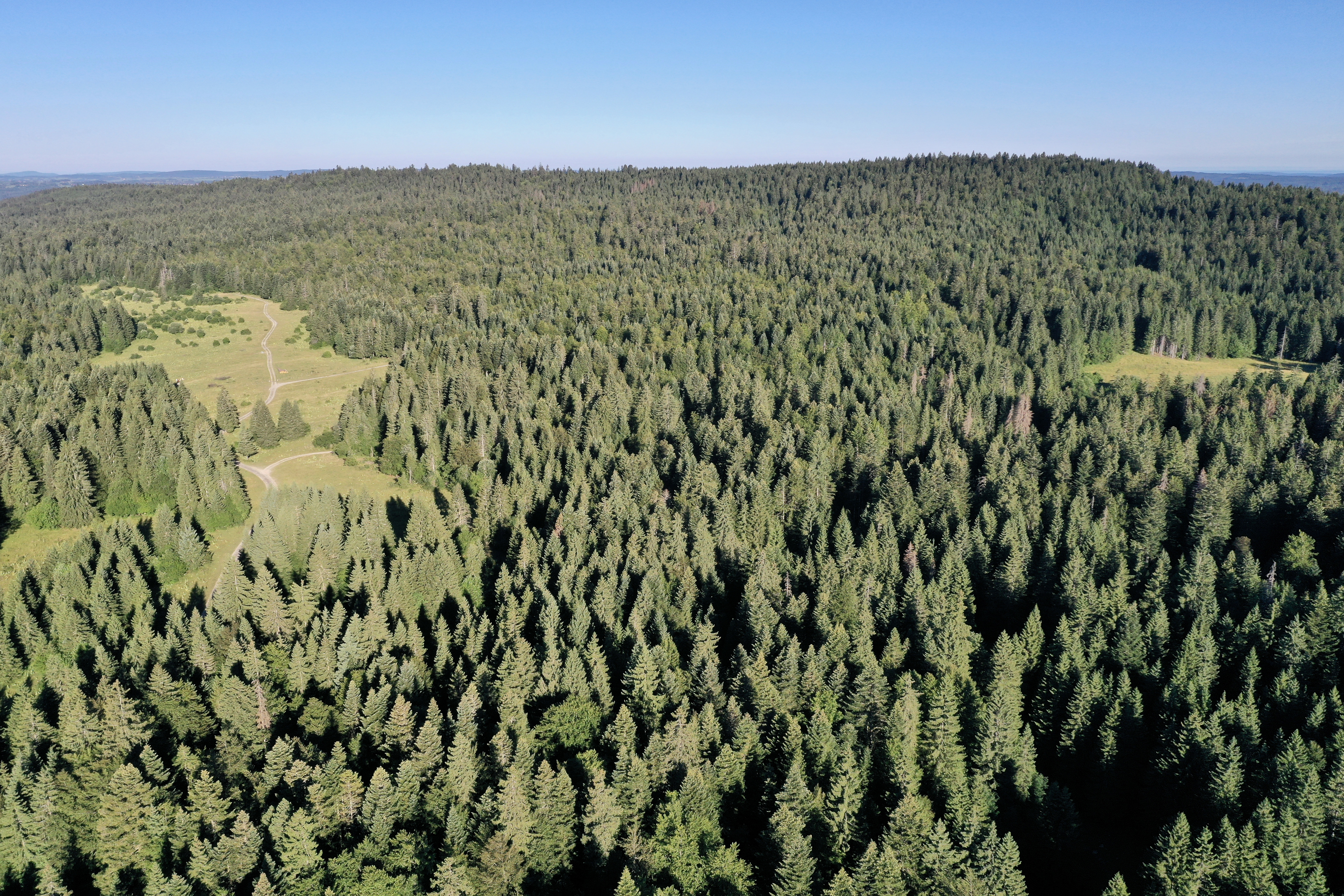
Luftaufnahme des Höhenzugs vom Südosten aus

Die Montagne du Laveron ist ein Höhenrücken im Jura, im französischen Département Doubs, südwestlich der Stadt Pontarlier. Sie erstreckt sich über eine Länge von ungefähr 12 km und ist gemäß der allgemeinen Faltenstruktur des Juras in dieser Region in Richtung Südwest-Nordost orientiert. Mit 1112 m wird der höchste Punkt im Westen des Höhenzuges erreicht. Ansonsten erreicht der Rücken im Mittel eine Höhe von etwa 1000 m über dem Meeresspiegel.
In strukturgeologischer Hinsicht bildet die Montagne du Laveron eine im Nordosten rund 2,5 km, im Südwesten bis 4 km breite Antiklinale des Faltenjuras. Sie wird im Süden durch die Synklinale des Doubstals und von Malpas, im Norden von der Synklinalstruktur des Bassin du Drugeon und damit vom Hochplateau von Arlier, das durchschnittlich auf 820 m liegt, begrenzt. Die nordöstliche Abgrenzung des Höhenrückens bildet eine Transformstörung, die von Montricher bis nach Pontarlier zu verfolgen ist. Das Tal wird vom Doubs durchflossen und trennt die Montagne du Laveron von der Montagne du Larmont. Im Südwesten wird die Montagne du Laveron durch das Klustal des Drugeon von der Kette der Haute Joux getrennt. Die an der Oberfläche anstehenden kompetenten Gesteinsschichten der Montagne du Laveron stammen zur Hauptsache aus Kalksedimenten der oberen Jurazeit (Malm). Am südlichen Schenkel der Antiklinale treten auch kreidezeitliche Sedimente zutage. 
Auf der Höhe der Montagne du Laveron befinden sich ausgedehnte Wälder und nur wenige kleinere Rodungsinseln, unter anderen diejenige von Les Granges Dessus, einem zur Gemeinde Granges-Narboz gehörenden Weiler. Typisch für verkarstete Gebiete sind die zahlreichen Dolinen und abflusslosen Mulden. Am Fuß und an den Hängen des Höhenzuges befinden sich verschiedene Quellen, insbesondere die Karstquelle, die den Lac de l'Entonnoir (auch Lac de Bouverans) speist.
Koordinaten: 46° 51′ N, 6° 15′ O